# West Sacramento
West Sacramento és una població dels Estats Units a l'estat de Califòrnia. Segons el cens del 2007 tenia 46.492 habitants.

## Demografia
Segons el cens del 2000, West Sacramento tenia 31.615 habitants, 11.404 habitatges, i 7.595 famílies. La densitat de població era de 582,9 habitants/km².
Dels 11.404 habitatges en un 34,6% hi vivien nens de menys de 18 anys, en un 45,2% hi vivien parelles casades, en un 15,4% dones solteres, i en un 33,4% no eren unitats familiars. En el 27,1% dels habitatges hi vivien persones soles el 10,6% de les quals corresponia a persones de 65 anys o més que vivien soles. El nombre mitjà de persones vivint en cada habitatge era de 2,75 i el nombre mitjà de persones que vivien en cada família era de 3,39.
Per edats la població es repartia de la següent manera: un 29,8% tenia menys de 18 anys, un 9,1% entre 18 i 24, un 27,7% entre 25 i 44, un 20,7% de 45 a 60 i un 12,7% 65 anys o més.
L'edat mediana era de 34 anys. Per cada 100 dones de 18 o més anys hi havia 94,2 homes.
La renda mediana per habitatge era de 31.718 $ i la renda mediana per família de 36.371 $. Els homes tenien una renda mediana de 31.176 $ mentre que les dones 30.183 $. La renda per capita de la població era de 15.245 $. Entorn del 17,2% de les famílies i el 22,3% de la població estaven per davall del llindar de pobresa.

## Poblacions més properes
El següent diagrama mostra les poblacions més properes.